# Xã Wheatland, Quận Rice, Minnesota
Xã Wheatland (tiếng Anh: Wheatland Township) là một xã thuộc quận Rice, tiểu bang Minnesota, Hoa Kỳ. Năm 2010, dân số của xã này là 1.237 người.